# Jesper Tjäder
Nils Jesper Tjäder (Östersund, 22 de mayo de 1994) es un deportista sueco que compite en esquí acrobático.
Participó en dos Juegos Olímpicos de Invierno, en los años 2018 y 2022, obteniendo una medalla de bronce en Pekín 2022, en la prueba de slopestyle. Adicionalmente, consiguió dos medallas en los X Games de Invierno.

## Palmarés internacional
| Juegos Olímpicos | Juegos Olímpicos | Juegos Olímpicos  | Juegos Olímpicos |
| Año              | Lugar            | Medalla           | Prueba           |
| ---------------- | ---------------- | ----------------- | ---------------- |
| 2022             | Pekín (China)    | Medalla de bronce | Slopestyle       |

| X Games de Invierno | X Games de Invierno    | X Games de Invierno | X Games de Invierno |
| Año                 | Lugar                  | Medalla             | Prueba              |
| ------------------- | ---------------------- | ------------------- | ------------------- |
| 2023                | Aspen (Estados Unidos) | Medalla de oro      | Knuckle huck        |
| 2024                | Aspen (Estados Unidos) | Medalla de bronce   | Knuckle huck        |